# خوشه برساووش
خوشه برساووش نام یک خوشه کهکشانی در صورت فلکی برساووش است. سرعت دور شدن آن از ما ۵٬۳۶۶ کیلومتر بر ثانیه است. قطر ظاهری آن ۸۶۳ دقیقه قوسی است. خوشه برساووش از بزرگترین اجرام شناخته شده در گیتی است که شامل هزاران کهکشان است.

## نگارخانه

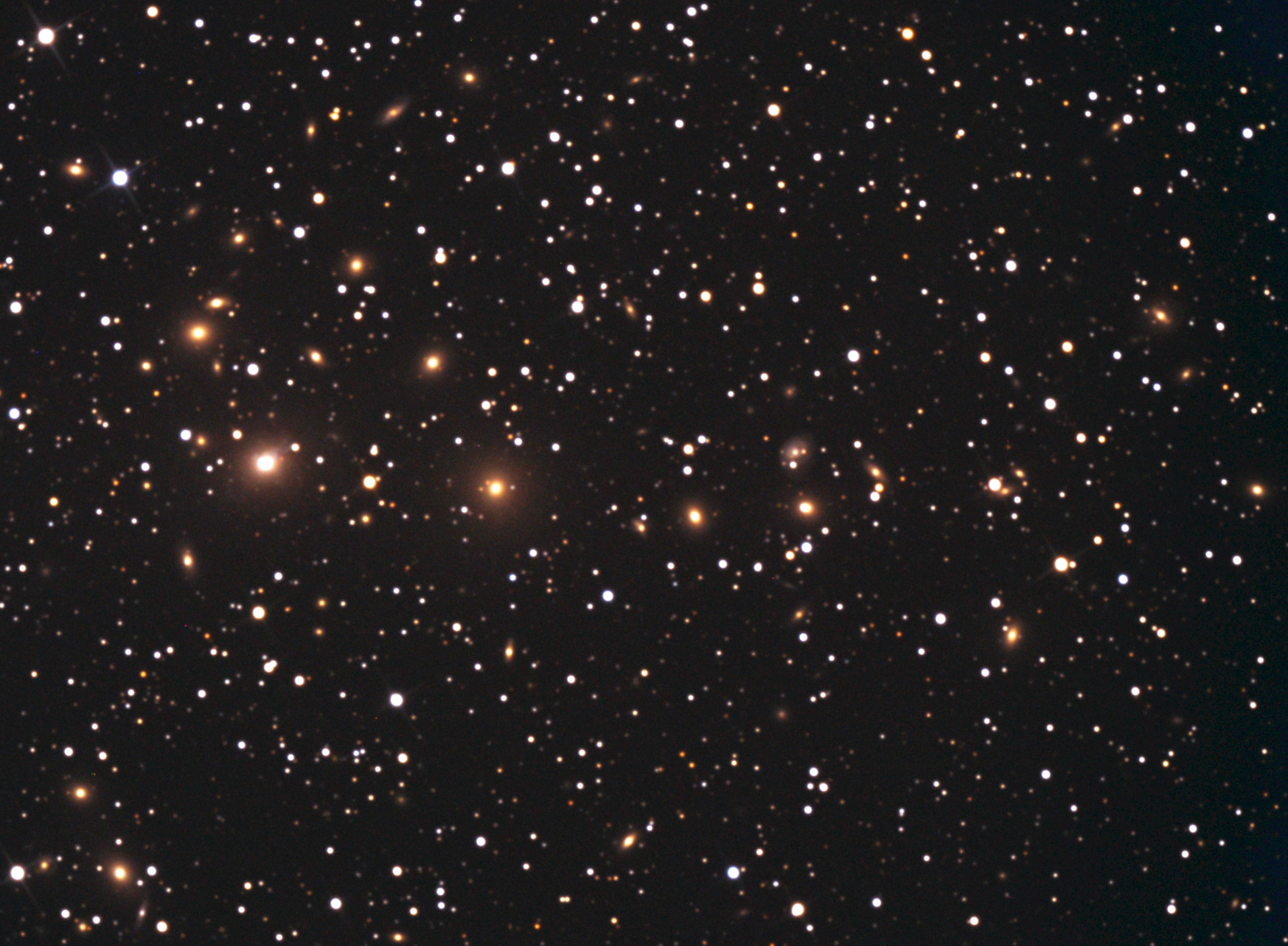
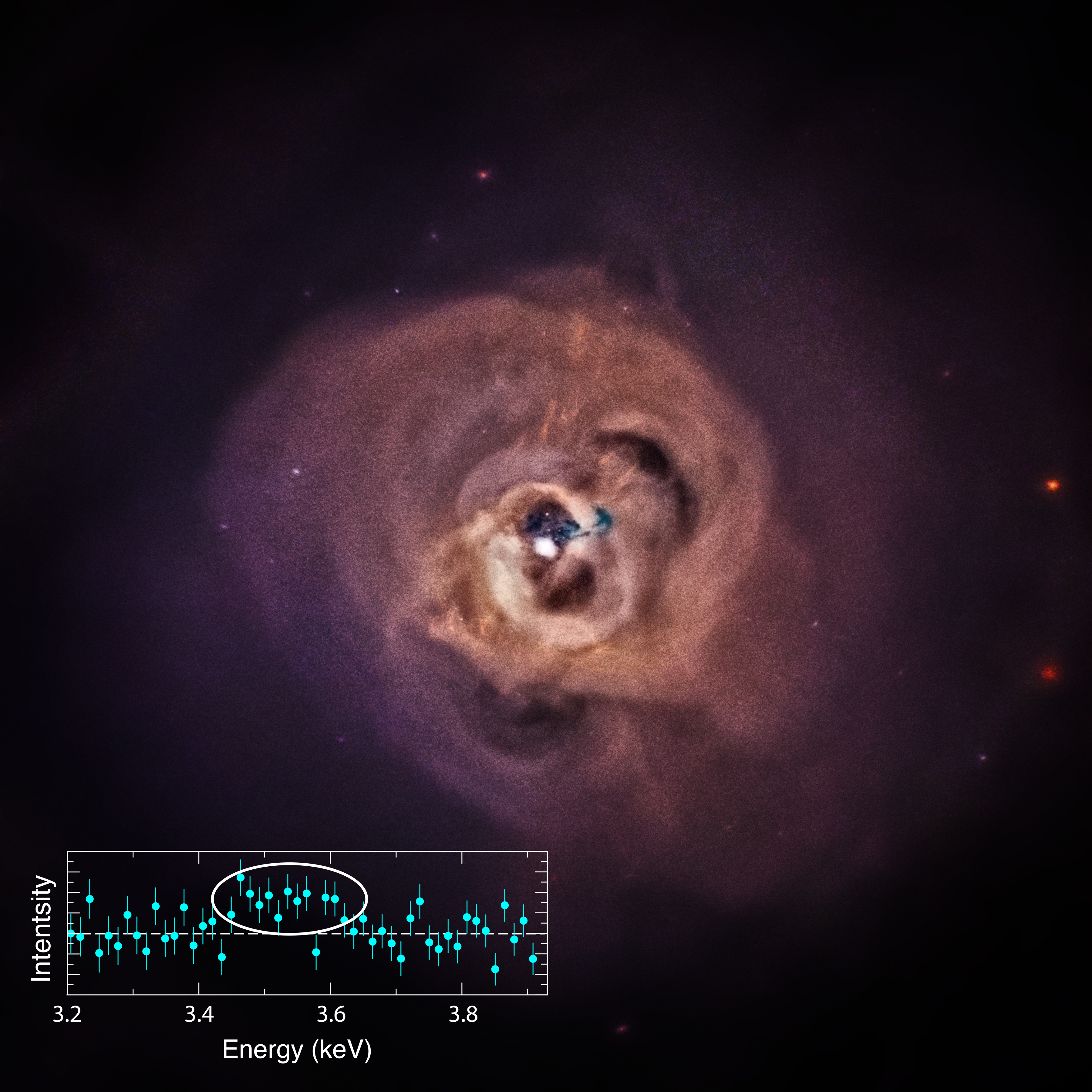
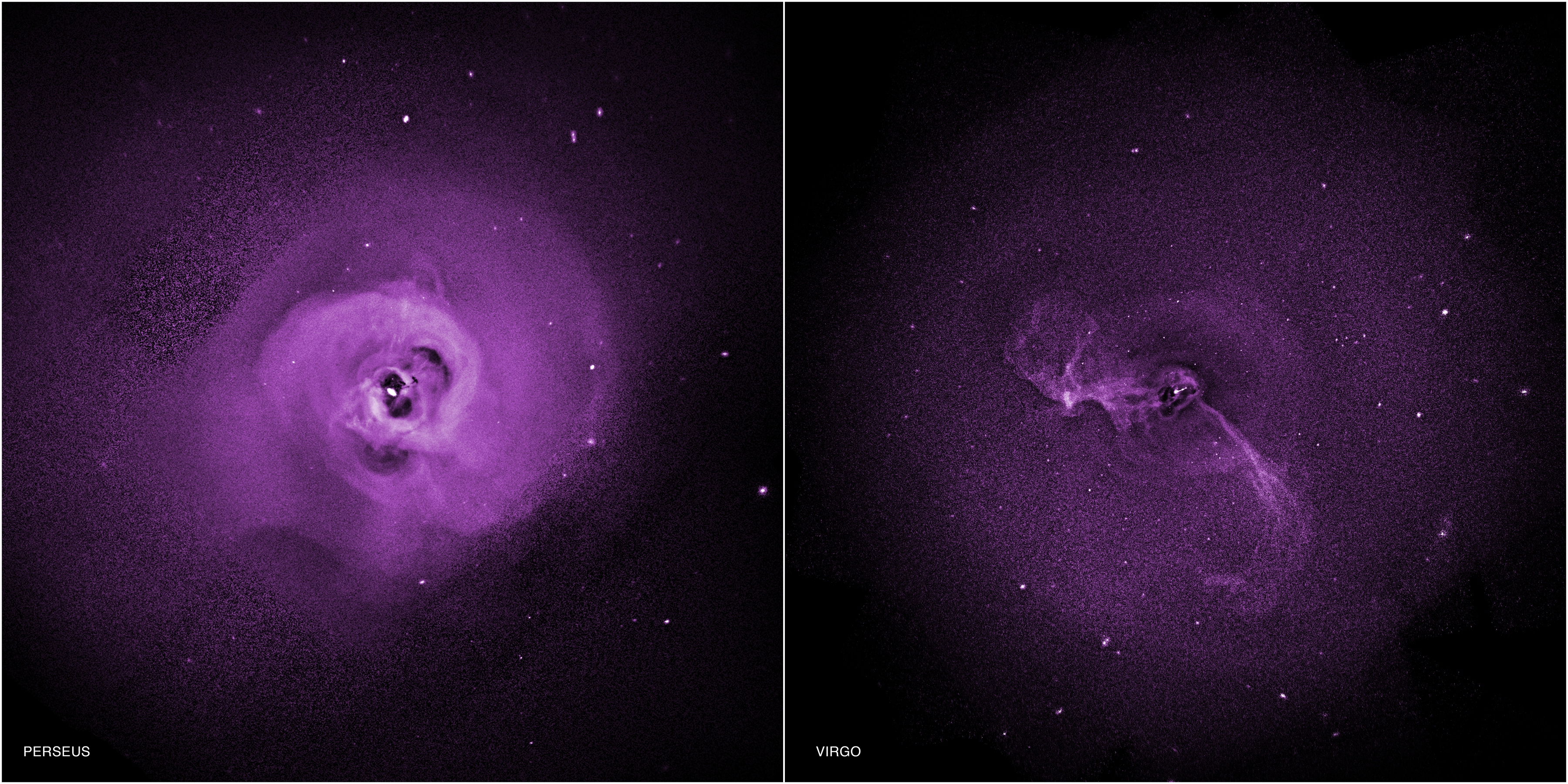